# São João Baptista (Brava)
São João Baptista és una freguesia (parròquia civil) de Cap Verd. Cobrix la part oriental de l'illa Brava i del municipi de Brava. La freguesia està composta dels següents assentaments:
- Cachaço
- Cova Rodela
- Furna
- João da Noly
- Lem
- Mato Grande
- Nova Sintra
- Santa Bárbara
- Vinagre